# Di sản công nghiệp Rjukan–Notodden
Di sản công nghiệp Rjukan–Notodden là một di sản thế giới nằm ở Telemark, Na Uy. Di sản này bảo vệ khu vực cảnh quan công nghiệp xung quanh Hồ Heddalsvatnet. Vùng lõi của di sản là các nhà máy được xây dựng bởi Norsk Hydro để sản xuất phân bón từ nitơ khi quyển. Khu phức hợp cũng bao gồm các nhà máy điện, hệ thống giao thông gồm đường sắt, đường dây tải điện, các nhà máy khác, khu nhà ở cho công nhân và trụ sở của các tổ chức xã hội ở hai thị trấn Rjukan và Notodden.
Các địa điểm của di sản công nghiệp này được đặt trong danh sách di sản dự kiến của UNESCO từ năm 2009 cùng với Di sản công nghiệp Tyssedal-Odda, một địa danh của tuyến đường di sản công nghiệp châu Âu. Ngày 5 tháng 7 năm 2015, nó đã chính thức trở thành một di sản thế giới của UNESCO theo tiêu chí (ii), (iv). Nó được mô tả như là một sự kết hợp đặc biệt của tài sản công nghiệp gắn liền với cảnh quan thiên nhiên, như là một ví dụ điển hình của một ngành công nghiệp toàn cầu mới đầu thế kỷ 20.

## Lịch sử
Vào những năm đầu thế kỷ 20, Na Uy có điều kiện phát triển công nghiệp nhanh chóng nhờ sự sẵn có của thủy điện giá rẻ. Kristian Birkeland là người đã phát triển một phương pháp tách nitơ từ không khí sau những thử nghiệm ban đầu vào năm 1907 tại Notoden, trở thành công nghệ vượt trội vào thời điểm đó. Và nitơ là một yếu tố cần thiết để sản xuất phân bón. Công ty Norsk Hydro được thành lập vào năm 1905, bước đầu phát triển ở Đông Telemark, trước đó là một vùng nông nghiệp kém phát triển cũng như dân số ít vì đất đai chật hẹp. Để sản xuất phân bón, cần thiết phải xây dựng các nhà máy, nhà máy điện, cơ sở hạ tầng cho công nhân, cũng như các cơ sở cho xuất khẩu. Các loại phân bón nhân tạo nitratine được sản xuất cuối cùng vượt qua cả Chile lúc đó là nhà sản xuất nitrat tự nhiên lớn, tại thời điểm phân bón sử dụng rộng rãi nhất.
Vào đầu thời kỳ xây dựng, năm 1907, năng lượng sử dụng được cung cấp bởi nhà máy thủy điện Svelgfoss, lúc đó là nhà máy điện lớn nhất châu Âu và lớn thứ hai ở trên thế giới,[2] hiện vẫn còn đang hoạt động. Sau đó, thêm hai nhà máy thủy điện khác được xây dựng. nhà máy điện Vemork, được xây dựng trên một thác nước gần Rjukan, vào năm 1911 là nhà máy điện lớn nhất thế giới. Một nhà máy sản xuất nước nặng nổi tiếng nhất bị phá hủy trong sự kiện năm 1943 (Operation Gunnerside) được xây dựng gần đó. Tòa nhà ban đầu của nhà máy đã bị phá hủy, nhưng nhà máy vẫn còn hoạt động. Một nhà máy điện khác là nhà máy thủy điện Såheim bắt đầu hoạt động tại Rjukan vào năm 1915. Ngoài ra, một số nhà máy điện khác cũng được xây dựng nhưng hoạt động ở nơi khác.
Một trong số 36 tháp của towerhouse các nhà máy hỏa tiêu, mà đã đi vào hoạt động giữa năm 1911 và những năm 1980, đã được bảo tồn và được bảo vệ như một di tích văn hóa. [2]
Năm 1925, 80% tất cả các căn hộ tại Rjukan (1230 căn hộ trong tổng số) đã được kiểm soát bởi Hydro Norsk. Với sự thống trị bởi các tòa nhà chung cư gạch đỏ, ngoài ra là những ngôi nhà có vườn riêng.